# Gugl operatori
Gugl operatori su parametri koji služe za lakšu pretragu Gugla, tj. kako bi filtrirali rezultate pretrage i brzo pronašli ono što se traži. Postoje različite vrste operatora:
- Operatori za pretragu web-a, teksta, vesti
- Operatori za pretragu slika i fajlova.

Google operatori se koriste uz ključne reči koje se pretražuju.
- Primer:
  - vesti online intext:”2013”

Mogu se koristiti i više operatora u jednoj pretrazi.
- Primer:
  - vesti online intext:”2013” site:”blic.rs”

Ako se ključna reč operatora sastoji od više reči, navodnici su obavezni.

## Operatori za pretragu web-a, teksta, vesti
- Inanchor – prikazuje rezultate koji sadrže određeni tekst u hiperlinku
- Intext – prikazuje rezultate koji sadrže određeni tekst
- Intitle – prikazuje rezultate koji sadrže određeni tekst u naslovu
- Inurl – prikazuje rezultate koji sadrže određeni tekst u svojoj url adresi
- Define – definiše značenje reči
- Site – prikazuje sve rezultate sa definisanog sajta koji sadrže ključnu reč

## Operatori za pretragu slika i fajlova
Postoji svega nekoliko operatora koji mogu pomoći u pretrazi slika i fajlova.
- Filetype – prikazuje slike i fajlove po željenoj ekstenziji navedenoj u operatoru
- Ext – operator sličan prethodnom, služi takođe za pretragu po ekstenziji